# Kapeliele Faupala
Kapeliele Faupala est né le 29 mars 1940 dans le village d'Ahoa, dans le district de Hahake, au centre de l'île de Wallis. Il est un roi coutumier au titre de lavelua d'Uvea, ayant régné du 25 juillet 2008 au 2 septembre 2014.

## Premier ministre et crise de 2005
Nommé en 2004 premier ministre, ou kalae-kivalu, du précédent roi, Tomasi Kulimoetoke II, Kapeliele Faupala joue un rôle important dans la crise coutumière wallisienne qui menace de plonger le royaume insulaire dans le chaos en 2005. Ce conflit au sein de la chefferie coutumière oppose les proches du roi, au camp dit des « rénovateurs », partisans d’une évolution de la coutume. Fin septembre 2005, le conflit dégénère brutalement lorsque plusieurs centaines de partisans du roi, dont d’anciens militaires armés de fusils, de machettes et de bâtons de dynamite, organisent le blocus de l’île. Ils veulent empêcher l’arrivée de renforts de gendarmerie, en vue de l’intronisation d’un roi dissident envisagée par les rénovateurs. La menace nécessite l'arbitrage de Paris qui doit dépêcher un médiateur sur place « pour éviter les effusions de sang ». Ce médiateur « confirme la reconnaissance du roi par l'État »[réf. nécessaire].
Pendant cette crise, Kapeliele Faupala fait partie des partisans de Tomasi Kulimoetoke qui souhaitent le départ du préfet Christian Job.

## Roi d'Uvea
À la suite du décès le 7 mai 2007, à l'âge de 88 ans et après 48 ans de règne, du roi Tomasi Kulimoetoke II, et la période de deuil coutumier de six mois ayant été respectée, les pourparlers peuvent commencer entre les trois grandes familles royales qui se partagent le trône de l'île depuis près de trois siècles. Kapeliele Faupala est finalement choisi comme nouveau roi (lavelua) et est intronisé, selon un rituel très strict, le vendredi 25 juillet 2008 à Mata Utu, le chef-lieu de Wallis. Toutefois, son élection est contestée par plusieurs chefs coutumiers du camp des réformateurs qui, tout en appelant à la modération, déclarent « s’opposer avec fermeté au projet d’intronisation d’un candidat » qui, selon eux, est « imposé à la souveraineté » et « veut faire main basse sur le trône sans le consentement du Conseil des trois grandes familles royales comme le prévoit la tradition séculaire ».
Le Monde le décrit comme « un roi de transition » qui arrive après les quarante-huit années au pouvoir de Tomasi Kulimoetoke II, et « reste très attaché à la tradition ».
En 2010, le roi Kapeliele Faupala et ses partisans s'emparent d'Électricité et eau de Wallis-et-Futuna (EEWF), une filiale de GDF-Suez. Cette action a pour origine le licenciement du directeur financier local d'EEWF pour faute grave en février 2010, que la chefferie conteste. Une grève démarre quelques mois plus tard et en juillet 2010, le lavelua affirme prendre possession de l'entreprise pour en créer une nouvelle ; ses partisans investissent les locaux d'EEWF de force. En conséquence, des coupures d'approvisionnement en eau et électricité pendant plusieurs jours en juillet 2010. L'affaire est jugée au tribunal de Mata Utu en février 2016.
Pendant son règne se déroulent les Mini-Jeux du Pacifique de 2013, qui se tiennent pour la première fois à Wallis,.
En janvier 2014, Kapeliele Faupala décide de révoquer son premier ministre (kivalu) Setefano Hanisi.

## Abdication
Kapeliele Faupala est destitué le 2 septembre 2014 en raison des tensions qui étaient fortes entre lui et son premier ministre (kivalu). Il précipite sa chute lorsqu'il décide de révoquer son premier ministre Kusitino Manakofaïva, mais le mécontentement de la population et des familles royales couvait depuis plusieurs années. 
Wallis n'a alors plus de souverain pendant près de deux ans, jusqu'à l'intronisation de deux rois concurrents en avril 2016. Deux chefferies concurrentes apparaissent alors, bien que l'Etat français finisse par reconnaître Patalione Kanimoa comme le lavelua officiel le 3 juin 2016. La crise coutumière wallisienne n'en est pas pour autant terminée, la société étant profondément divisée.